# 特瓦尔
特瓦尔，是西班牙卡斯蒂利亚-拉曼恰昆卡省的一个市镇。总面积99平方公里，总人口376人（2001年），人口密度4人/平方公里。